# 神戸海星女子学院大学
神戸海星女子学院大学（こうべかいせいじょしがくいんだいがく、英語: Kobe Kaisei College）は、兵庫県神戸市灘区青谷町2-7-1に本部を置く日本の私立大学。1955年創立、1965年大学設置。

## 概観

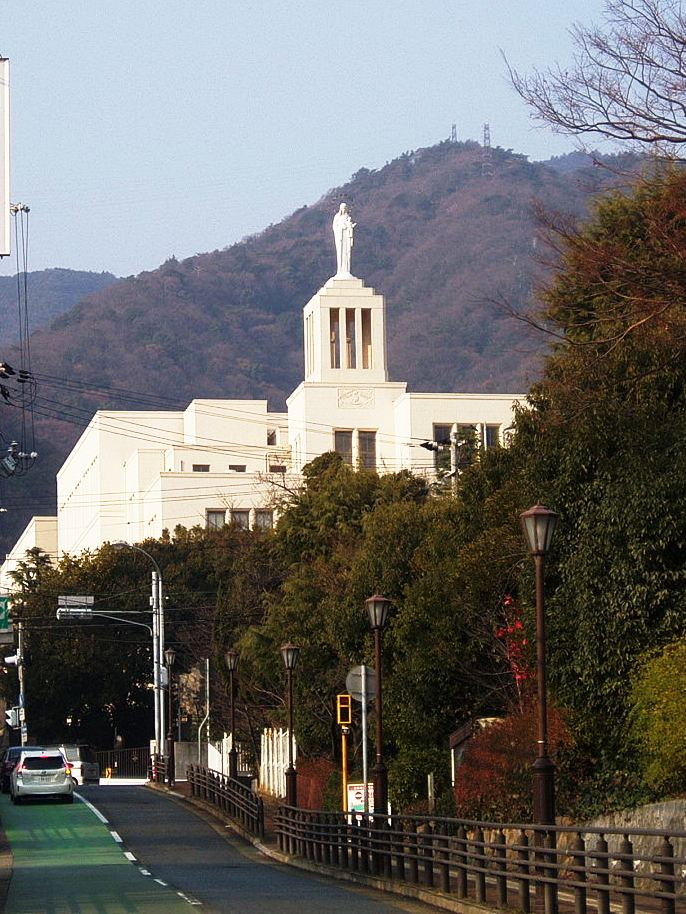
学院遠望

### 大学全体
ローマ・カトリック系の私立大学である。設立母体は1859年にレーヌ・アンティエによってフランスのブルゴーニュ地域圏ソーヌ＝エ＝ロワール県ショファイユで創立されたローマ・カトリック教会の女子修道会「ショファイユの幼きイエズス修道会」で、現在の経営母体は、1877年（明治10年）に創立されて、イタリアの首都･ローマに本部を構えるローマ・カトリック教会の女子修道会「マリアの宣教者フランシスコ修道会」である。

### 建学の精神
神戸海星女子学院大学は、「真理と愛に生きるというキリスト教的価値観に基づき、人を支え、社会に奉仕する女性の育成を目指す。」を建学の精神として掲げる。

### 大学名
「海星」は、日本の他の聖母マリアを信奉するカトリック系学校にも多く見られ、聖母マリアの別称のひとつである海の星の聖母（ラテン語でStella Maris=海の星）に拠る。英語名称のKobe Kaisei Collegeよりも、ラテン語のStella Maris（あるいはStella Maris College）が広く用いられる。

## 沿革
- 1951年 - 学校法人海星女子学院を設立する。
- 1955年 - 海星女子学院短期大学を開学して英語科を設置する。
- 1965年 - 神戸海星女子学院大学を開学して文学部英文学科と仏文学科を設置する。
- 1966年 - 短期大学英語科を大学英文学科に発展解消して廃止する。
- 1985年 - 短期大学創立30周年、大学創立20周年記念式典をそれぞれ挙行する。
- 1998年 - カリキュラムの内容に合わせて学科名を英語英米文学科、フランス語フランス文学科に変更する。
- 1999年 - 短期大学の募集を停止して定員を大学へ移す。学校法人創立50周年記念事業として図書館棟を計画する。
- 2000年 - 大学図書館棟を建設する。短期大学を廃止する。
- 2004年 - 文学部英語英米文学科とフランス語フランス文学科を文学部国際英語メディア学科と心理こども学科にそれぞれ改組する。
- 2008年 - 文学部を現代人間学部に名称変更し、国際英語メディア学科を英語キャリア学科と観光ホスピタリティ学科に改組する。
- 2012年 - 現代人間学部観光ホスピタリティ学科の学生募集を停止する。
- 2014年 - 現代人間学部英語キャリア学科を英語観光学科へ名称を変更する。
- 2023年 -  2024年度以降の学生募集停止を2023年4月12日開催の理事会で決定して発表する。大学の収容定員は380人で、22年5月時点の学生数は313人で、定員充足率は82パーセント (%) であった[1][2]。

## 基礎データ

### 所在地
- 兵庫県神戸市灘区青谷町2-7-1

## 教育および研究

### 学部
- 現代人間学部
  - 英語観光学科
  - 心理こども学科

### 付属機関
- カトリックセンター
- 言語文化研究所
- 図書館

## 大学関係者一覧

### 著名な出身者
- 上田早夕里（小説家）
- 平松愛理（シンガーソングライター）

## 大学祭
Stella Maris Festivalと称し、例年10月下旬の週末に1日だけ催す。行事だけでなく模擬店もすべて校舎内で行われる完全全天候型の大学祭である。

## 施設

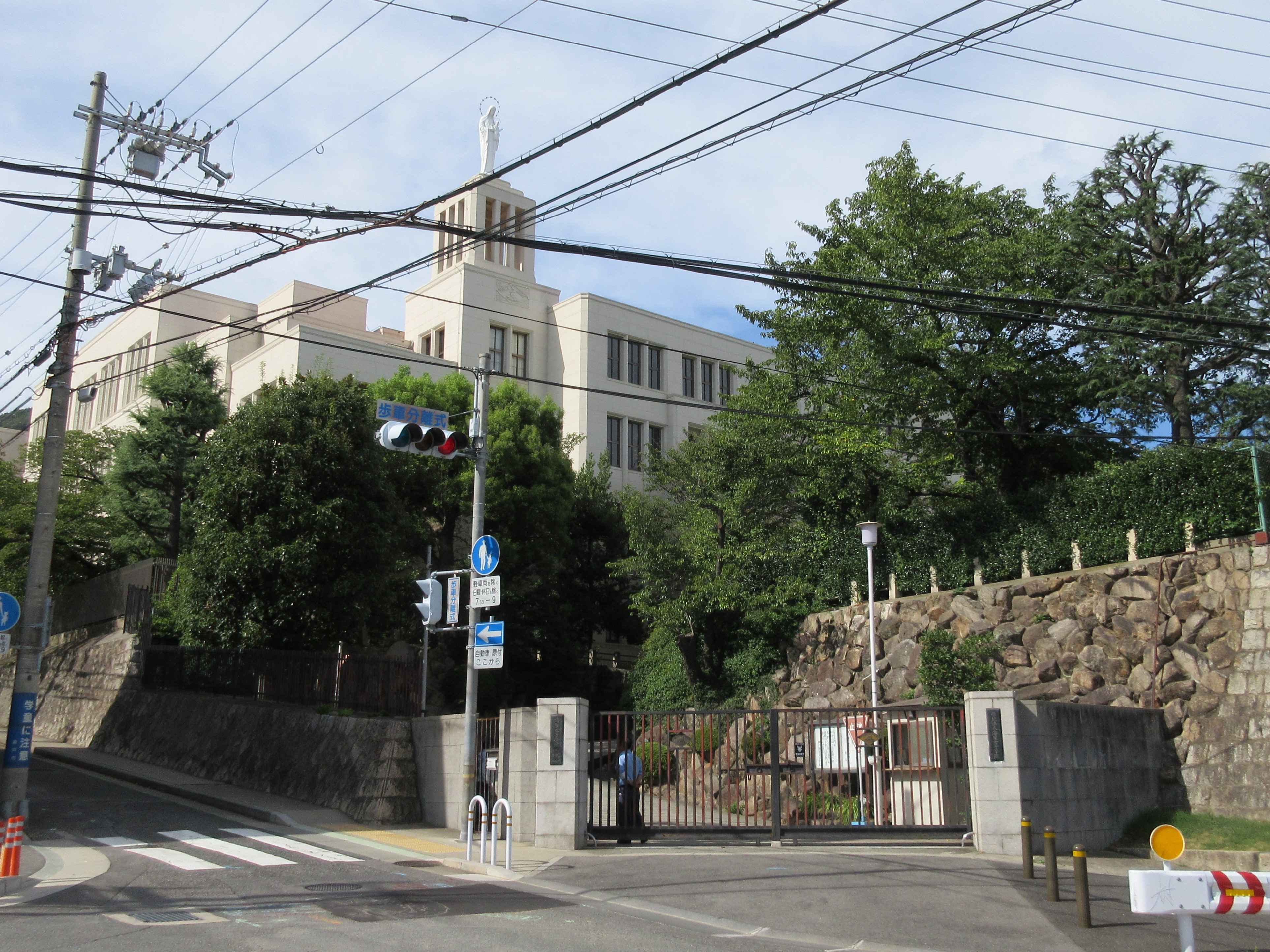
南西より

### キャンパス
- 交通アクセス
  - 阪急神戸本線「王子公園駅」より徒歩約13分
  - JR神戸線（東海道本線）「灘駅」より徒歩約13分
  - 阪神本線「岩屋駅」より徒歩18分
  - 「三宮駅」（三ノ宮駅）より神戸市バス2系統阪急六甲行きで青谷バス停下車すぐ
  - 阪急神戸本線「六甲駅」より神戸市バス2系統三宮神社行きで青谷バス停下車すぐ

神戸海星女子学院小学校、神戸海星女子学院中学校・高等学校が同一キャンパス内にある。大学施設は本館と2号館、図書館がある。また、敷地内には講堂や聖堂もある。

## 附属学校
- 神戸海星女子学院小学校
- 神戸海星女子学院中学校・高等学校

## 対外関係

### 他大学との協定
- 大学コンソーシアム
  - 大学コンソーシアムひょうご神戸

## 周辺
- 王子公園（南隣）
- 神戸文学館（徒歩2分）
- 兵庫県立美術館 原田の森ギャラリー（徒歩3分）